# المشعب (بعدان)

تعديل مصدري - تعديل

المشعب محلة تابعة لقرية المقاضب، التابعة لعزلة الدعيس بمديرية بعدان إحدى مديريات محافظة إب في الجمهورية اليمنية، بلغ تعداد سكانها 29 حسب تعداد اليمن لعام 2004.